# Карпец, Игорь Иванович
И́горь Ива́нович Карпе́ц (6 июня 1921, Петроград — 14 мая 1993) — советский и российский учёный-правовед, криминолог, доктор юридических наук, профессор. Начальник Главного управления уголовного розыска Министерства внутренних дел СССР (1969—1979), генерал-лейтенант милиции.

## Биография
Участник Великой Отечественной войны. В 1946 году поступил на юридический факультет Ленинградского университета, который с отличием закончил в 1951 году.
В течение 8 лет И. И. Карпец работал в ленинградской милиции, руководил научно-техническим отделом, дознанием, следствием, был заместителем начальника управления.
Работая в практических подразделениях органов внутренних дел, в 1955 году защитил кандидатскую диссертацию на тему: «Назначение наказания по советскому уголовному праву», а в 1963 году — докторскую диссертацию «Индивидуализация наказания в советском уголовном праве». В 1965 году ему присвоено учёное звание профессора.
В 1963 году был назначен директором Всесоюзного института по изучению причин и разработке мер предупреждения преступности при Прокуратуре СССР. С 1969 года в течение 10 лет работал начальником Главного управления уголовного розыска Министерства внутренних дел СССР, состоял членом коллегии Министерства внутренних дел СССР.
С 1979 по 1984 год И. И. Карпец являлся начальником Всесоюзного научно-исследовательского института Министерства внутренних дел СССР. Будучи начальником института, активно занимался научными исследованиями, вёл большую педагогическую работу. Своими книгами, статьями, учебниками, выступлениями создал современный облик криминологической науки, поддерживал её творческий потенциал, способствовал внедрению научных достижений в процесс борьбы с преступностью.
В 1984 году назначен директором Всесоюзного научно-исследовательского института проблем укрепления законности и правопорядка при Прокуратуре СССР, которым руководил до смерти.
С 1964 года И. И. Карпец был вице-президентом Международной ассоциации уголовного права, членом Административного совета Международного высшего института уголовно-правовых наук, вице-президентом Международной ассоциации юристов-демократов. Вице-президент Ассоциации советских юристов. Являлся членом ряда учёных и специализированных советов, в том числе Научно-методического совета при Прокуратуре СССР и Научно-консультативного совета при Верховном Суде СССР.
И. И. Карпец — один из ведущих специалистов в области криминологии и уголовного права. Идеи, заложенные в его трудах, использованы в программах и законодательных актах в области борьбы с преступностью.
Сын Владимир (1954—2017) — российский правовед, писатель, поэт, переводчик, публицист, режиссёр и сценарист.
Похоронен на Кунцевском кладбище (участок 10).

## Награды и звания
- орден Ленина (25.10.1991)
- орден Трудового Красного Знамени
- орден «Знак Почёта»
- медали
- Государственная премия СССР — за создание теоретических основ отечественной криминологии[уточнить]; в составе группы учёных
- Заслуженный деятель науки РСФСР (1973)

## Основные труды
Многие работы И. И. Карпеца широко известны за рубежом. Им опубликовано более 200 работ, включая значительное число монографий, учебников, учебных и методических пособий. Он стоял у истоков возрождения советской криминологии. Первой своей крупной работой 1960-х годов — «Проблемы преступности» создал направление, которое успешно развивают его ученики и последователи. Написанная в соавторстве с Н. П. Дубининым и В. Н. Кудрявцевым книга «Генетика, поведение, ответственность» — первое в этой области совместное исследование представителей общественных и естественных наук. Известны также его работы:
- Индивидуализация наказания в советском уголовном праве. — М.: Госюриздат, 1961
- Проблемы преступности. М.,1969
- Наказание. Социальные, правовые и криминологические проблемы. М.,1973
- Преступления международного характера.— М.: Юридическая литература, 1979. — 264 с.
- Международная преступность. М.,1988;
- Дело, которому мы служим (размышления юриста). М.,1989 ISBN 5-7260-0185-0;
- Уголовное право и этика. М., 1985
- Современные проблемы уголовного права и криминологии. М., [Юридическая литература, 1976. — 207.
- Уголовное право и этика. М.: Юридическая литература, М.,1985
- Преступность: иллюзии и реальность. М.,1992.
- Международное уголовное право. М., 1995.